# Warhammer 40,000: Space Marine
Warhammer 40,000: Space Marine är en tredjepersonsskjutare utvecklat av Relic Entertainment och utgivet av THQ till Microsoft Windows, Playstation 3 och Xbox 360 den 6 september 2011 i Nordamerika och den 9 september 2011 i Europa. Spelet utspelar sig i Games Workshops universum Warhammer 40,000. Det var Relics första spel som släppts till en Playstation-plattform (deras första konsolspel var The Outfit från 2006).

## Röstskådespelare
- Mark Strong - Titus
- Richard Hawley - Sidonus
- Noah Huntley - Leandros
- Mark Lewis Jones - Nemeroth / Thrax
- Danny Webb - Drogan / Antioch / Imperial Guardsman
- Sally Knyvette - Graia
- Neil Maskell - Warboss Grimskull / Imperial Guardsman
- Lewis Macleod	- Blood Raven / Daemon / Space Marine / Chaos Space Marine